# 紐約地鐵R142A型列車
紐約地鐵R142A型列車，與R142型一樣，共同成為紐約地鐵A分部第四代新技術列車的第一、二部分。這些車輛由日本川崎重工制造，取代紅鳥列車，包括R26、R28、R29、R33、R33WF、R36及R36WF。